# Clipston on the Wolds
Clipston on the Wolds is een plaats en civil parish in het bestuurlijke gebied Rushcliffe, in het Engelse graafschap Nottinghamshire.